# Đội tuyển bóng đá quốc gia Saarland
Đội tuyển bóng đá quốc gia Saarland (tiếng Đức: Saarländische Fußballnationalmannschaft) là đội bóng đá đại diện cho vùng Saarland từ năm 1950 đến năm 1956 trong thời kỳ chiếm đóng của Pháp sau Thế chiến II. Vì Pháp phản đối việc đưa Saarland vào nước Cộng hòa Liên bang Đức cho đến năm 1956, họ đã quản lý nó một cách riêng biệt với Đức với tên gọi xứ Bảo hộ Saar. Saarland, cùng với Tây Đức và Đông Đức là ba quốc gia kế thừa của Đức Quốc xã sau thế chiến II, và là quốc gia sớm nhất tái thành lập đội tuyển quốc gia.Sau năm 1956,nó được sáp nhập vào nước Cộng hoà Liên bang Đức tại Miền Tây.
Khi dân chúng địa phương không muốn tham gia vào Pháp, các tổ chức riêng biệt đã được thành lập. Một Ủy ban Olympic Quốc gia được thành lập vào năm 1950, dẫn đến sự xuất hiện của Saar tại Thế vận hội mùa hè 1952. Ngoài ra, xem mình không phải là một quốc gia độc lập khác với Đức, đội bóng không được coi là "đội tuyển quốc gia", và thường được gọi là "sự lựa chọn của Saarland" (tiếng Đức: Auswahl) hoặc một vài thuật ngữ tương tự.

## Lịch sử
Do sự phân chia sau chiến tranh, Saarland tách khỏi cả Cộng hòa Liên bang Đức (còn gọi là Tây Đức cho đến năm 1990) và Cộng hoà Dân chủ Đức (Đông Đức). Saarländischer Fußballbund (SFB) được thành lập vào ngày 25 tháng 7 năm 1948 tại Sulzbach,với Willy Koch làm chủ tịch thứ nhất. Các câu lạc bộ của Saarland đã chơi ở Ehrenliga địa phương trong ba mùa giải từ năm 1948 đến năm 1951, ngoại trừ CLB mạnh nhất 1. FC Saarbrücken, từng chơi như một vị khách trong hệ thống thi đấu của Pháp, hạng Ligue 2 năm 1948-49, nơi họ được biết đến như FC Sarrebruck. Họ dễ dàng giành kết quả vô địch của mùa giải đó. Tuy nhiên, sau khi các câu lạc bộ Pháp đã bỏ phiếu phản đối họ tham gia Liên đoàn bóng đá Pháp (kết quả là sự từ chức của Chủ tịch Jules Rimet, người đã mong muốn Saarbrücken tham gia), câu lạc bộ rời giải Pháp. Không quan tâm đến việc gia nhập với các đội yếu ở Ehrenliga, họ đã thiết lập một giải đấu mời ngắn, Internationaler Saarlandpokal, thu hút một số đội hàng đầu và được coi là tiền thân của European Cup. Năm 1955, Saarbrücken trở thành câu lạc bộ duy nhất đại diện cho Saarland ở Cúp Vô địch các câu lạc bộ châu Âu, chiến thắng trận lượt đi tại San Siro chống lại nhà vô địch Italia AC Milan(3-4), nhưng họ bị thua đậm (1-4) và đã bị đối thủ xứ Lombardy loại trên sân nhà trận lượt về. Ngay sau đó, 1. FC Saarland và các câu lạc bộ Saarland hàng đầu khác đã gia nhập trở lại hệ thống giải đấu Tây Đức, chơi trong Oberliga Südwest sau một thỏa thuận chung.
Vào ngày 17 tháng 7 năm 1949, các thành viên của SFB từ chối đề nghị đăng ký tham dự Liên đoàn Bóng đá Pháp với số phiếu 609-299 (55 phiếu trắng). Được dẫn dắt bởi chủ tịch mới Hermann Neuberger từ 14 tháng 5 năm 1950, SFB trở thành một phần của FIFA vào ngày 12 tháng 6 năm 1950, ba tháng trước khi Hiệp hội bóng đá Đức DFB được phục hồi, và hai năm trước khi hiệp hội Đông Đức được chấp nhận.
Đội Saarland được tạo thành chủ yếu từ các cầu thủ 1. FC Saarbrücken và một số từ SV Saar 05 Saarbrücken và Borussia Neunkirchen, các CLB như SV St. Ingbert 1945, FC 1912 Ensdorf và ASC Dudweiler cũng có một vài cầu thủ được lựa chọn.  
Đội chỉ thi đấu 19 trận đấu, 10 trận đấu với đội B, nhưng đã tham dự vòng loại World Cup 1954, kết thúc trận đấu với Na Uy trong bảng của họ bằng chiến thắng tại Oslo. Trước World Cup 1954 ở Thụy Sĩ, vào ngày 5 tháng 6, họ tổ chức một trận đấu chống lại nhà vô địch thế giới Uruguay, thua 1-7. Các đội "A" khác trong các trận đấu giao hữu là Nam Tư (1-5), Hà Lan (1-2, 2-3) và Thụy Sĩ (1-1). Trận đấu duy nhất ở ngoài châu Âu là trận gặp Uruguay ở Montevideo.  
Sau một cuộc trưng cầu dân ý vào năm 1955, Saarland trở thành một phần của Cộng hòa Liên bang Đức, có hiệu lực từ ngày 1 tháng 1 năm 1957. SFB đã chấm dứt tư cách thành viên FIFA riêng biệt và trở thành một phần của DFB như SFV (tên gọi: Saarländischer Fußballverband). Huấn luyện viên Helmut Schön, người đã quản lý đội Saarland từ năm 1952, đã tiếp tục dẫn dắt đội tuyển quốc gia Đức thành công vào những năm 1960 và 1970. Hermann Neuberger, người gốc Saarland, đề xuất thành lập Bundesliga năm 1962, tổ chức World Cup 1974 và từng là chủ tịch của DFB từ năm 1975 cho đến khi ông qua đời vào năm 1992.  
Ngày nay, kết quả thi đấu của Saarland, cũng như đội tuyển Đông Đức được bảo lưu, trong khi kết quả thi đấu của đội tuyển Tây Đức được kế thừa bởi tuyển Đức thống nhất.

## Vòng loại World Cup 1954
Lần duy nhất mà Saarland tham gia World Cup là vào năm 1954. Họ được bốc thăm trong Nhóm 1 với Tây Đức và Na Uy. Trong trận khai mạc mùa hè năm 1953, họ giành chiến thắng duy nhất của họ trong giải đấu, đánh bại Na Uy 3-2 ở Oslo sau khi bị dẫn 0-2, với chỉ 10 cầu thủ trên sân, sau chấn thương của Theodor Puff. Họ vẫn đứng đầu bảng sau khi Tây Đức bị Nauy cầm hòa ở Oslo. Saarland đã bị Tây Đức đánh bại 3-0 và chỉ có thể giành được trận hòa 0-0 trên sân nhà trước Na Uy. Cả hai đội Đức tranh vị trí đầu bảng sau khi Tây Đức đánh bại Na Uy 5-1, loại Na Uy khỏi cuộc chiến. Trận đấu cuối cùng giữa hai tuyển Đức tháng 3 năm sau sẽ quyết định tấm vé tham dự World Cup 1954. 
Saarland, đã giành được vị trí thứ hai trong bảng, xếp trên Na Uy, cần một chiến thắng ở sân nhà để kết thúc đầu bảng, nhưng đã thua 3-1. Tây Đức giành vị trí dẫn đầu ở bảng xếp hạng cuối cùng, đã tham gia vòng chung kết tại  Thụy Sĩ và giành chức vô địch World Cup 1954 lần đầu tiên trong lịch sử. Sepp Herberger đã gọi Kurt Clemens cho tuyển Tây Đức, nhưng ông không đủ điều kiện thi đấu cho Tây Đức vì đã từng chơi các trận đấu quốc tế cho Saarland.  
Đây là lần duy nhất của Saarland gia nhập World Cup; các cầu thủ, huấn luyện viên và nhân viên của họ có thể gia nhập Tây Đức sau năm 1958.
| Ngày                 | Địa điểm    | Đội nhà | Tỉ số | Đội khách |
| -------------------- | ----------- | ------- | ----- | --------- |
| 24 tháng 6 năm 1953  | Oslo        | Na Uy   | 2 – 3 | Saar      |
| 19 tháng 8 năm 1953  | Oslo        | Na Uy   | 1 – 1 | Tây Đức   |
| 11 tháng 10 năm 1953 | Stuttgart   | Tây Đức | 3 – 0 | Saar      |
| 8 tháng 11 năm 1953  | Saarbrücken | Saar    | 0 – 0 | Na Uy     |
| 22 tháng 11 năm 1953 | Hamburg     | Tây Đức | 5 – 1 | Na Uy     |
| 28 tháng 3 năm 1954  | Saarbrücken | Saar    | 1 – 3 | Tây Đức   |

| Vị trí | Đội     | ST | Thắng | Hòa | Thua | Bàn thắng | Bàn thua | Điểm |
| ------ | ------- | -- | ----- | --- | ---- | --------- | -------- | ---- |
| 1      | Tây Đức | 4  | 3     | 1   | 0    | 12        | 3        | 7    |
| 2      | Saar    | 4  | 1     | 1   | 2    | 4         | 8        | 3    |
| 3      | Na Uy   | 4  | 0     | 2   | 2    | 4         | 9        | 2    |

## Hồ sơ World Cup
- Năm 1950 – không tham gia, được chấp nhận là thành viên FIFA chỉ hai tuần trước giải đấu
- 1954 – không đủ điều kiện

## Kết quả thi đấu
Tổng cộng 19 trận đấu: 6 thắng, 3 hòa, 10 thua. 
Như là một truyền thống của các đội bóng đá Đức, đội thi đấu trận quốc tế đầu tiên gặp Thụy Sĩ ngày 22 tháng 11 năm 1950. Có một điều trùng hợp là, trận đấu chính thức đầu tiên của đội tuyển quốc gia Đức, trận bóng của đội Đức đầu tiên sau chiến tranh thế giới lần thứ nhất năm 1920, trận đấu đầu tiên sau chiến tranh thế giới lần thứ hai năm 1950 khi Đức vẫn còn bị cấm tham dự các trận bóng quốc tế, và trận bóng đầu tiên của đội tuyển thống nhất năm 1990 với các cầu thủ Đông Đức, trận thi đấu chính thức đầu tiên của đội tuyển nữ quốc gia Đức, tất cả đều là các trận đá với Thụy Sĩ. Chức vô địch thế giới lần đầu tiên của Đức cũng là trên đất Thụy Sĩ.
| Kết quả thi đấu đội tuyển quốc gia Saarland | Kết quả thi đấu đội tuyển quốc gia Saarland | Kết quả thi đấu đội tuyển quốc gia Saarland | Kết quả thi đấu đội tuyển quốc gia Saarland | Kết quả thi đấu đội tuyển quốc gia Saarland |
| ------------------------------------------- | ------------------------------------------- | ------------------------------------------- | ------------------------------------------- | ------------------------------------------- |
| Xanh: Thắng Vàng: Hòa Đỏ: Thua              |                                             |                                             |                                             |                                             |
| M                                           | Đối thủ                                     | Ngày                                        | Tỉ số                                       | Giải                                        |
| 1                                           | Thụy Sĩ                                     | 22 tháng 11 năm 1950                        | 5–3                                         | Giao hữu                                    |
| 2                                           | Áo                                          | 27 tháng 3 năm 1951                         | 3–2                                         | Giao hữu                                    |
| 3                                           | Thụy Sĩ                                     | 15 tháng 9 năm 1951                         | 5–2                                         | Giao hữu                                    |
| 4                                           | Áo                                          | 14 tháng 10 năm 1951                        | 1–4                                         | Giao hữu                                    |
| 5                                           | Pháp                                        | 20 tháng 8 năm 1952                         | 0–1                                         | Giao hữu                                    |
| 6                                           | Pháp                                        | 5 tháng 10 năm 1952                         | 3–1                                         | Giao hữu                                    |
| 7                                           | Na Uy                                       | 24 tháng 6 năm 1953                         | 3–2                                         | Vòng loại WC 1954                           |
| 8                                           | Tây Đức                                     | 11 tháng 10 năm 1953                        | 0–3                                         | Vòng loại WC 1954                           |
| 9                                           | Na Uy                                       | 8 tháng 11 năm 1953                         | 0–0                                         | Vòng loại WC 1954                           |
| 10                                          | Tây Đức                                     | 28 tháng 3 năm 1954                         | 1–3                                         | Vòng loại WC 1954                           |
| 11                                          | Uruguay                                     | 5 tháng 6 năm 1954                          | 1–7                                         | Giao hữu                                    |
| 12                                          | Nam Tư                                      | 26 tháng 9 năm 1954                         | 1–5                                         | Giao hữu                                    |
| 13                                          | Pháp                                        | 17 tháng 10 năm 1954                        | 1–4                                         | Giao hữu                                    |
| 14                                          | Bồ Đào Nha                                  | 1 tháng 5 năm 1955                          | 1–6                                         | Giao hữu                                    |
| 15                                          | Pháp                                        | 9 tháng 10 năm 1955                         | 7–5                                         | Giao hữu                                    |
| 16                                          | Hà Lan                                      | 16 tháng 11 năm 1955                        | 1–2                                         | Giao hữu                                    |
| 17                                          | Thụy Sĩ                                     | 1 tháng 5 năm 1956                          | 1–1                                         | Giao hữu                                    |
| 18                                          | Bồ Đào Nha                                  | 3 tháng 6 năm 1956                          | 0–0                                         | Giao hữu                                    |
| 19                                          | Hà Lan                                      | 6 tháng 6 năm 1956                          | 2–3                                         | Giao hữu                                    |

## Bài hát
Saarland, vừa tách ra khỏi Đức, không có một bài quốc ca riêng của mình, và vì vậy trận đấu bóng đá quốc tế đầu tiên (1950 vs Thụy Sĩ) là lý do để sáng tác "Ich Weiß, wo ein liebliches, freundliches Tal", bài hát cho những sự kiện như vậy.  